# Goeldichironomus amazonicus
Goeldichironomus amazonicus är en tvåvingeart som först beskrevs av Ernst Josef Fittkau 1968.  Goeldichironomus amazonicus ingår i släktet Goeldichironomus och familjen fjädermyggor. Inga underarter finns listade i Catalogue of Life.